# Anais Mali
Anais Mokngar Mali (22 de enero de 1988) es una modelo y diseñadora de moda francesa.

## Vida y carrera
Su padre es de Polonia y su madre, de Chad.
En 2009, firmó un contrato con Wilhelmina Models. En septiembre de 2009, modeló para presentación de primavera de L.A.M.B. en Nueva York y desfiló para Sophie Theallet y Betsey Johnson. En octubre de 2009, desfiló para la temporada de primavera de Shiatzy Chen y Vivienne Westwood en Paris.
En febrero de 2010 desfiló para la temporada de otoño de Catherine Malandrino, Cynthia Steffe, Rachel Roy, y Walter en Nueva York.
Apareció en el catálogo de la temporada 2010 de J.Crew y en abril en la reviata Zink, fotografiada por David Joseph Perez. En julio de 2010, style.it dijo de Mali que era "un rostro a seguir".
En septiembre de 2010, desfiló para la temporada de primavera de Marc Jacobs, Vera Wang, Derek Lam, Cynthia Rowley, y Carolina Herrera en Nueva York. En 2010 dejó Wilhelmina Models y firmó con Ford Models. En diciembre de 2010, apareció en la editorial de Interview, junto a Melodie Monrose.
En enero de 2011, apareció e  Vogue Italia, fotografiada para Steven Meisel. En febrero de 2011, apareció en una editorial de Vogue, fotografiada por Mario Testino. En mayo de 2011, apareció en editoriales para Harper's Bazaar, Vogue, V, y i-D, fotografiada por Richard Bush. Mali desfiló en el Victoria's Secret Fashion Show de 2011.
En noviembre de 2016 apareció en el videoclip de The Weeknd, M A N I A.